# 様似鉱
様似鉱（さまにこう・Samaniite）とは、鉱物（硫化鉱物）の1つ。結晶系は正方晶系。化学組成は Cu2Fe5Ni2S8。

## 成分・種類
様似鉱は、銅、鉄、ニッケルを含む硫黄の化合物である。金属元素と硫黄の比率は8:9であり、その組成はペントランド鉱 (Pentlandite・Fe4.5Ni4.5S8) と良く似ており、ペントランド鉱グループに属すると考えられる。しかしペントランド鉱が等軸晶系なのに対し、様似鉱は正方晶系と結晶系が異なる。また、様似鉱は成分として銅を含むのが前提としてある。

## 産出地
様似鉱は、原産地である北海道様似町 にある幌満橄欖岩でのみ発見されている。

## 性質・特徴
様似鉱はペントランド鉱、トロイリ鉱 (Troilite)、ヒーズルウッド鉱 (Heazlewoodite)、斑銅鉱 (Bornite)、タルナック鉱 (Talnakhite)、自然銅 (Copper) と共に産出する。また、様似鉱と成分が似る鉱物として、幌満鉱 (Horomanite・(Fe,Ni,Co,Cu)9S8) と苣木鉱 (Sugakiite・Cu(Fe,Ni)8S8) がある。前記した硫化鉱物の中に混ざっていることもあれば、様似鉱・幌満鉱・苣木鉱の3種の混合状態のものが単独の粒で存在する場合もある。様似鉱やそれを含む硫化鉱物の粒は、橄欖岩中の橄欖石や輝石の隙間を満たす状態で産する。そのため様似鉱は粒状で産するが、顕微鏡スケールの話であり、肉眼では見えない。
|               |               | 様似鉱        | 幌満鉱           | 苣木鉱       | ペントランド鉱 |
| ------------- | ------------- | ------------- | ---------------- | ------------ | -------------- |
| 結晶系        | 結晶系        | 正方晶系      | 正方晶系         | 正方晶系     | 等軸晶系       |
| 空間群        | 空間群        | P42/mnm       | P4/mmm           | P42/mnm      | Fm3m           |
| 化学組成      | 化学組成      | Cu2(Fe,Ni)7S8 | (Fe,Ni,Co,Cu)9S8 | Cu(Fe,Ni)8S8 | Fe4.5Ni4.5S8   |
| 密度 (g/cm3)  | 密度 (g/cm3)  | 4.89          | 6.45             | 4.76         | 5.07           |
| 硬度 (kg/cm3) | 硬度 (kg/cm3) | 120 - 140     | 125 - 145        | 130 - 170    | 140 - 150      |
| 格子定数      | a (Å)         | 10.089(1)     | 8.707(1)         | 10.566(5)    | 10.038(1)      |
| 格子定数      | c (Å)         | 10.402(1)     | 10.439(6)        | 9.749(8)     |                |
| 格子定数      | c/a           | 1.0306        | 1.1994           | 0.9227       |                |
| 格子定数      | V (Å3)        | 1058.9(2)     | 791.4(4)         | 1088.4(14)   | 1011.4(3)      |
| 反射率 (%)    | 436nm         | 27.1 - 29.6   | 34.7 - 37.8      | 25.6 - 31.9  | 38.4           |
| 反射率 (%)    | 497nm         | 34.4 - 37.9   | 40.0 - 43.2      | 29.9 - 36.1  | 44.1           |
| 反射率 (%)    | 546nm         | 38.9 - 43.6   | 43.2 - 46.4      | 33.2 - 39.1  | 47.3           |
| 反射率 (%)    | 586nm         | 44.9 - 49.8   | 45.4 - 48.5      | 36.1 - 41.5  | 49.5           |
| 反射率 (%)    | 648nm         | 42.2 - 46.9   | 47.8 - 50.7      | 39.3 - 44.3  | 51.9           |

## サイド・ストーリー
様似鉱は1998年に北風嵐によって研究された、北海道様似町にある幌満峡に分布する幌満橄欖岩の中から発見された日本産新鉱物である。様似鉱は幌満鉱および苣木鉱と共に発見されたが、苣木鉱がこの2つに先駆けて2005年に独立種として承認され、様似鉱は幌満鉱と共に2007年に独立種として承認された。名称は原産地の様似町に因む。
産地の幌満峡付近はアポイ岳ジオパークに指定されており、サンプルの採集は制限されている。